# Roccamonfina (Kampanien)
Roccamonfina ist eine italienische Gemeinde (comune) mit 3108 Einwohnern (Stand 31. Dezember 2024) in der Provinz Caserta in Kampanien. Sie ist Bestandteil der Comunità Montana Monte Santa Croce. Die Gemeinde liegt etwa 37,5 Kilometer nordwestlich von Caserta im Parco regionale di Roccamonfina-Foce Garigliano auf der Ebene des gleichnamigen, inzwischen erloschenen Vulkans.

## Geschichte
Die früheste Besiedlung ist zeitlich schwer zu datieren. Die nahe der Gemeinde gefundenen Fußabdrücke in versteinerter Lava (Ciampate del Diavolo) des Homo heidelbergensis zeugen von einer sehr frühen Besiedlung. Die Ciampate del Diavolo (Fußabdrücke des Teufels) hatten ihren Namen dadurch erhalten, dass nur der Teufel in der Lage gewesen sein könne, durch die Lava ohne Leid zu laufen. Die Abdrücke sind vermutlich 350.000 Jahre alt und stammen von Wesen, die kaum 1,50 groß waren
Der Vulkan war in dieser Zeit vermutlich noch aktiv. 
Ab dem 5. bzw. 4. vorchristlichen Jahrhundert siedelten hier die Aurunker bzw. Ausonen. Eine feste Ortschaft scheint ab dem 3. Jahrhundert nach Christus bestanden zu haben. Die heutige Siedlung ist aber nicht älter als das 10. Jahrhundert.

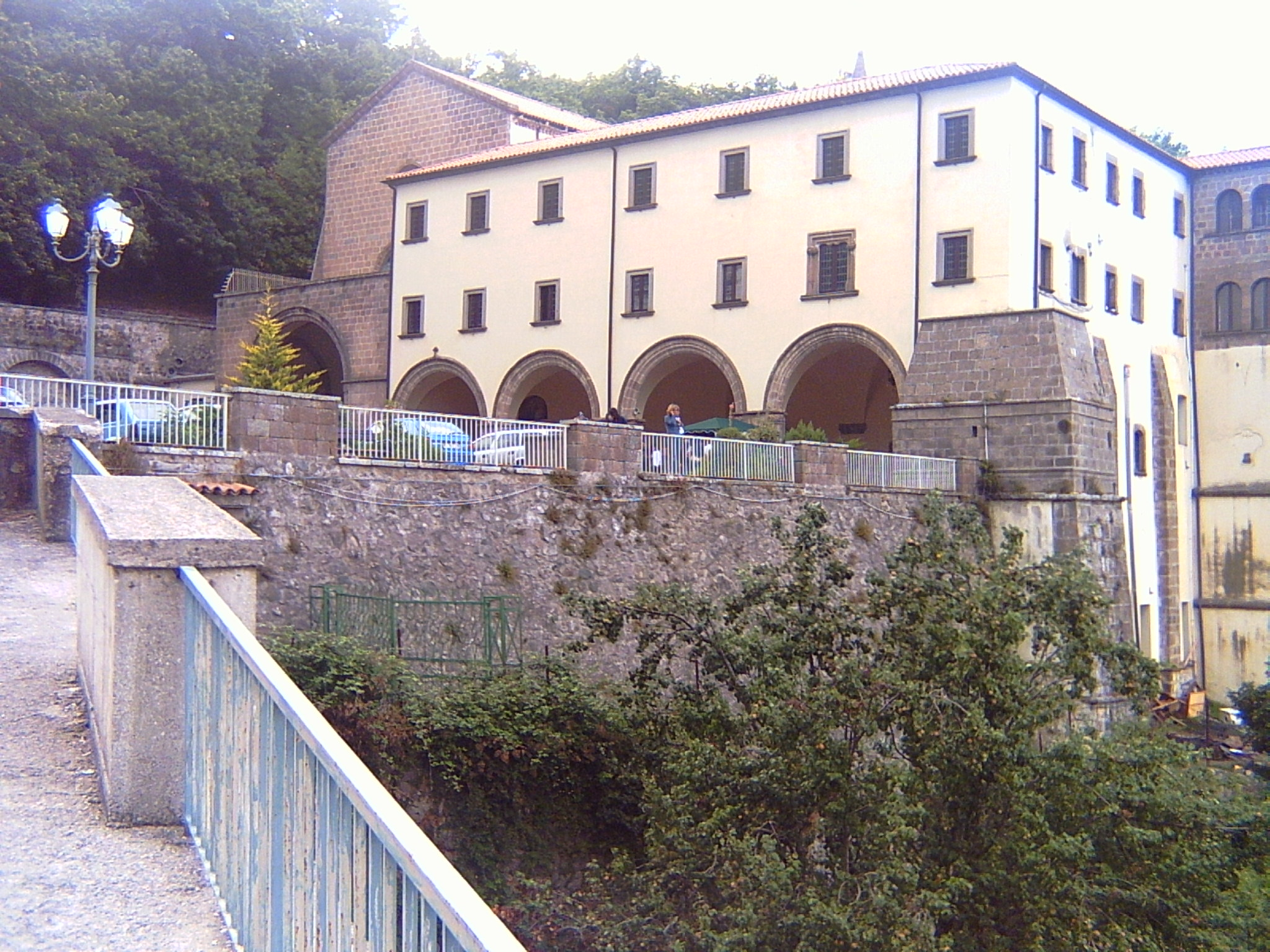
Roccamonfina

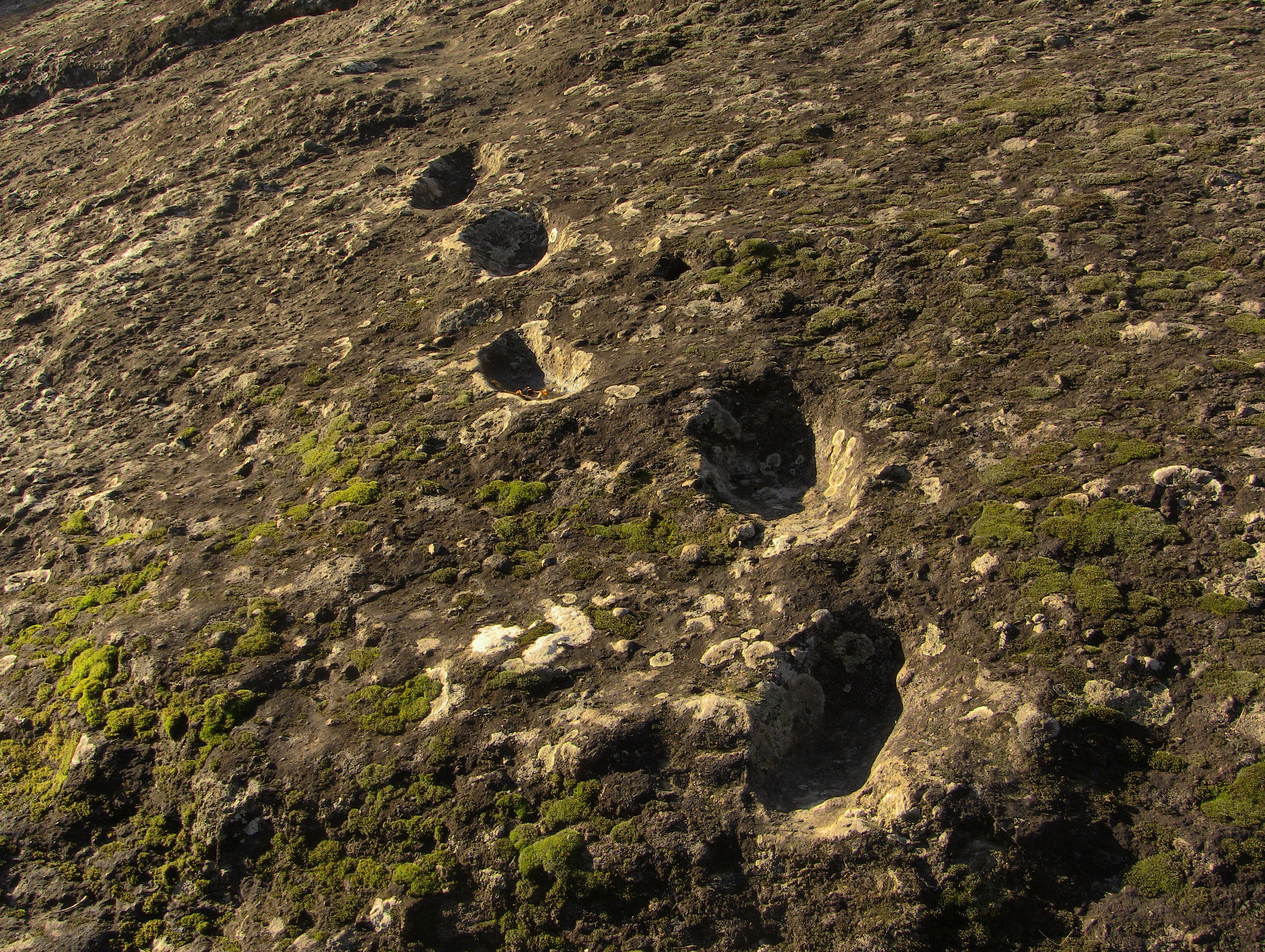
Altpaläolithische „Fußabdrücke des Teufels“ (Ciampate del Diavolo)

## Kultur
Im Kongresspalast von Roccamonfina befindet sich das Museo MAGMA (Museo Arti Geosito Monti Aurunci). Es beherbergt Sammlungen zeitgenössischer Kunst.